# Beine-Nauroy
Beine-Nauroy is een gemeente in het Franse departement Marne (regio Grand Est). De plaats maakt deel uit van het arrondissement Reims. Beine-Nauroy telde op 1 januari 2022 987 inwoners.

## Geografie
De oppervlakte van Beine-Nauroy bedroeg op 1 januari 2022 42,68 vierkante kilometer; de bevolkingsdichtheid was toen 23,1 inwoners per km².

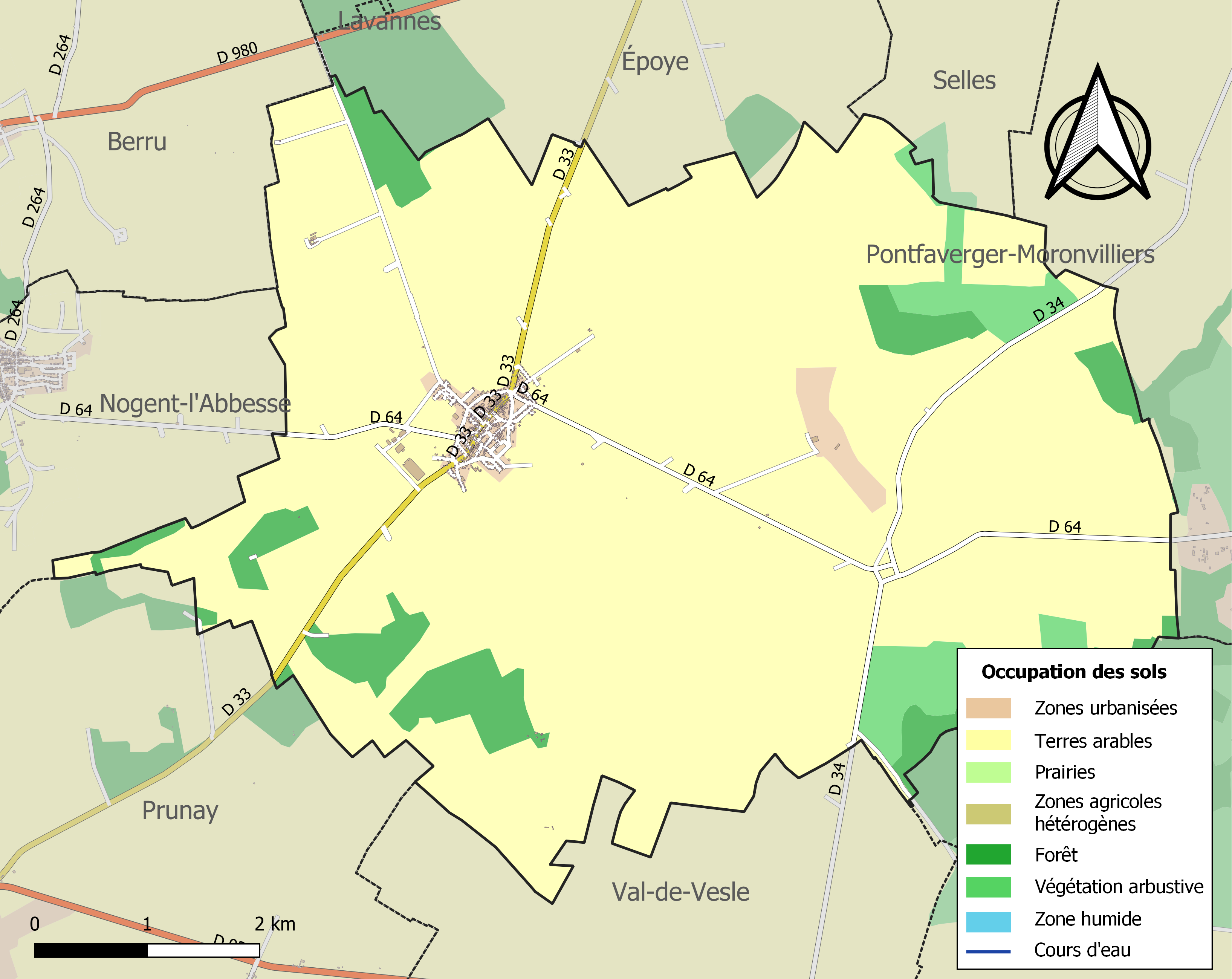
Kaart van de gemeente met de belangrijkste infrastructuur, bodemgebruik en omliggende gemeenten

## Demografie
Onderstaande figuur toont het verloop van het inwonertal (bron: INSEE-tellingen).